# Planetário de Espinho
O Planetário de Espinho  é um planetário existente na cidade portuguesa de Espinho e localizado no Centro Multimeios de Espinho , projectado pelo arquitecto Nuno Lacerda Lopes.  
Tem uma cúpula de 12 metros de diâmetro, com capacidade para mais de 80 pessoas. 
Renovado recentemente, possuí um sistema único no país de projeção digital a 360º estereoscópico (3D). No planetário é agora posssivél fazer viagens pelo espaço, desde o Sistema Solar, até aos confins do Universo.
O Planetário de Espinho exibe diferentes sessões para todas as idades, onde a educação e o entretenimento de juntam. 
O Planetário oferece uma diversificada oferta para grupos escolares, com sessões sobre Astronomia, Biologia, Matemática, Ciências da Terra, entre outras.
Os inquéritos realizados junto dos visitantes, nomeadamente junto de professores e educadores, reconhecem as sessões como de qualidade.
O Planetário desenvolve outras actividades, nomeadamente:
- Festival Europeu de Cinema Imersivo, o IFF . Foi o primeiro festival de cinema imersivo realizado na Europa. Foi também o primeiro do mundo a apresentar filmes completos.
- Acampar no Planetário, uma iniciativa onde o público é convidado a vir passar uma noite ao "relento", acampando no planetário, dormindo sob um céu estrelado.
- Jantar no planetário, é uma outra actividade, onde os participantes são levados a viajar pelo Sistema Solar, enquanto saboreiam uma refeição com pratos alusivos, e.g., "Pato à Olympus Mons" e "Tarte Titã" .
O Planetário de Espinho durante o ano de 2009 foi galardoado com 3 prémios internacionais pelas actividades desenvolvidas.
Uma outra área a que se dedica, está relacionada com o desenvolvimento de ferramentas para a elaboração de conteúdos para planetários e ambientes esféricos, sendo estas utilizadas por mais 400 planetários/produtoras em todo o mundo. Tem também organizado regularmente conferências internacionais sobre planetários.
O Planetário tem participado activamente nas actividades "Astronomia no Verão" do programa "Ciência Viva".
O Planetário de Espinho é membro da Sociedade Internacional de Planetários - IPS.